# Jens Anton Christiansen
Jens Anton Christiansen, född 6 september 1888, död 28 juli 1969, var en dansk kemist. Han var 1931–1959 professor i kemi vid Köpenhamns universitet. Han invaldes 14 oktober 1959 som utländsk ledamot av svenska Vetenskapsakademien.